# Pontonbro

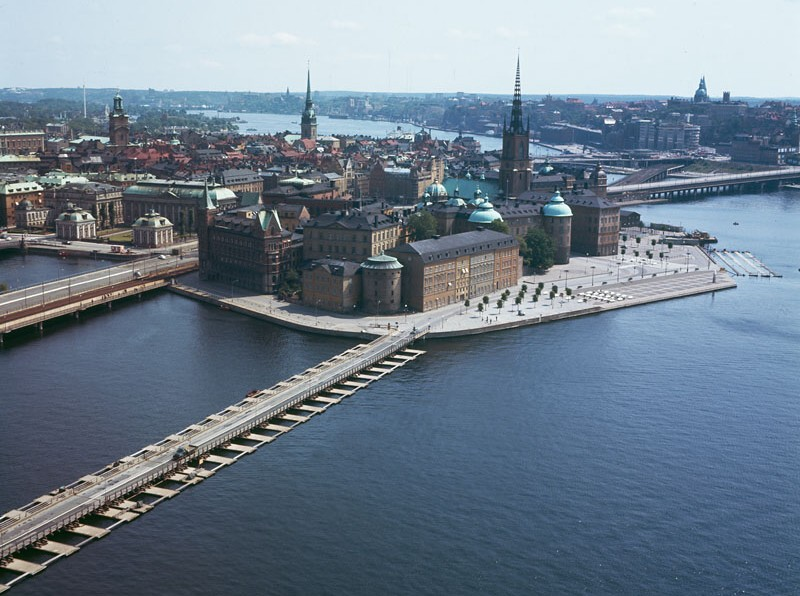
Pontonbron "Riddarbron" i juli 1967

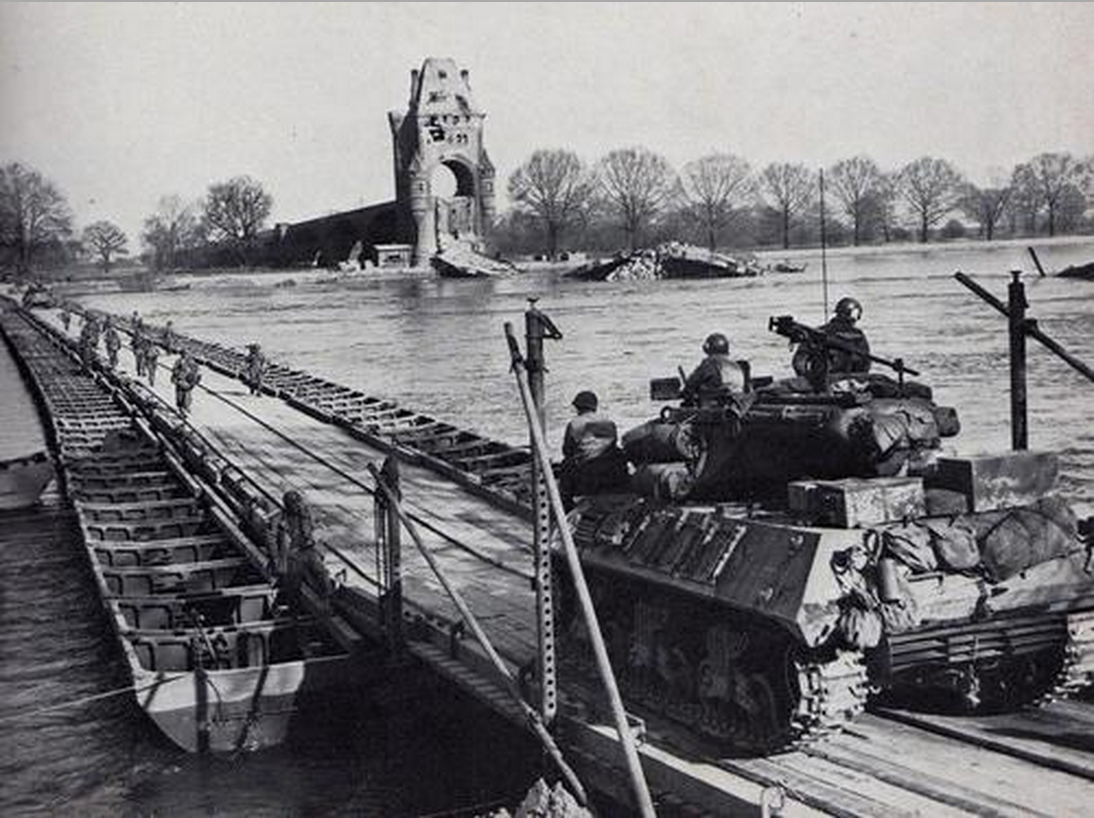
Amerikanska arméförband går över Rhen vid Worms på en pontonbro under andra världskrigets slutskede i mars 1945

En pontonbro är en bro som vilar på pontoner och inte på pålar eller pelare. Den flyter alltså på vattnet, och dess bärkraft är beroende av pontonernas lyftkraft.
Pontonbroar används av många arméers ingenjörstrupper. 

## Pontonbroar i urval
- Nordhordlandsbrua vid Bergen i Norge är en permanent pontonbro kombinerad med en snedkabelbro.
- Riddarbron i Stockholm, ett 240 meter långt provisorium som fanns mellan 1954 och 1967.